# Садвакасова, Елизавета Алихановна
Елизаве́та (Зейне́п) Алиха́новна Садвака́сова (каз. Елизавета (Зейнеп) Әлиханқызы Сәдуақасова, фамилия при рождении — Сево́стьянова, также известна под двойной фамилией Севостьянова-Букейханова; 25 апреля 1903, Омск, Российская империя — 23 мая 1971, Москва, СССР) — советский профессор и доктор медицинских наук, дочь казахского политического и общественного деятеля, лидера партии «Алаш» Алихана Букейханова и супруга наркома просвещения Казахской АССР Смагула Садвакасова.

## Биография
Родилась в семье казахского политика, лидера партии «Алаш» и председателя Алашской автономии Алихана Букейханова и его супруги Елены Яковлевой Севостьяновой. Принадлежала к казахским «чингизидам» торе.
Училась в Семипалатинской русской женской гимназии с 1918 по весну 1920 гг. (где записана как Севастьянова), одновременно работала служащей Киргизского ревкомитета, от КирРевКома получила рекомендацию в университет, и командировочное удостоверение на ФИО Севастьянова-Букейханова и указанием всем оказывать ей помощь в первоочередном проезде в Томск. Документы рассмотрели в Томском губкоме РКП(б), и тоже дали рекомендацию для университета. С осени 1920 г. до конца 1922 г. училась на медицинском факультете Томского университета (где по анкете записала себя как Севостьянова-Бокейханова). С конца 1922 г. переехала в Москву, к отцу Алихану Букейханову, училась в 1-м Московском государственном университете на медицинском факультете, закончив его стала врачом. Во время войны военврач 3-го ранга, майор медицинской службы, награждена орденами и медалями, после войны доктор медицинских наук, профессор, руководитель отдела санитарной статистики ВНИИ социальной гигиены и организации здравоохранения им. Н. А. Семашко.
Скончалась 23 мая 1971 года, в Москве после продолжительной болезни. Похоронена с М. Н. Клейнманом (вторым мужем после Смагула) в колумбарии Новодевичьего кладбища г. Москвы (секция 135, 68-3).

## Семья
- Отец — Алихан Нурмухамедович Букейханов[1] (март 1866 — сентябрь 1937), казахский общественный и политический деятель, лидер партии «Алаш», председатель правительства Алашской автономии (1917—1920), первый премьер-министр Казахстана.
- Мать — Елена Яковлевна Севостьянова[8], дочь старого народника (народовольца) Якова Сергеевича Севостьянова[1] (попавшего в Омский регион в ходе народовольческого «хождения в народ»[10]), с которым Алихан был знаком по работе в газете «Степной край»[11]. Елену не приняла мать Алихана Бокейханова, ссылаясь на её христианство (крестик на шее).

Елизавета Букейханова с мужем.

- Первый муж (c 1923 года[9], ФИО по документам как Елизавета Садвокасова) — Смагул Садвакасов (1900—1933), нарком просвещения Казахской ССР;
  - Сын — Искандер (Кенка) Смагулович Садвокасов (1924 — 19 ноября 1941), ушёл добровольцем на фронт, пропал в 1941 г. без вести в бою под д. Скирманово Ново-Петровского района Московской области[12].
- Второй муж — Макс Натанович Клейнман (1891—1996), заместитель директора Института материнства и младенчества, заместитель заведующего отделом Минздрава[11].

## В документальных фильмах
- Майя Бекбаева — документальный фильм из цикла «Тайны и Судьбы Великих казахов»
- Калила Умаров. «Алаш туралы сөз» — «Слово об Алаше», Казахтелефильм. 1994. Документальный фильм
- Калила Умаров. «Алашорда», Казахфильм. 2009. Документальный фильм о первой казахской национальной автономии 1917—1920 гг.